# Décès en 1262
Décès
- 1258
- 1259
- 1260
- 1261
- 1262
- 1263
- 1264
- 1265
- 1266

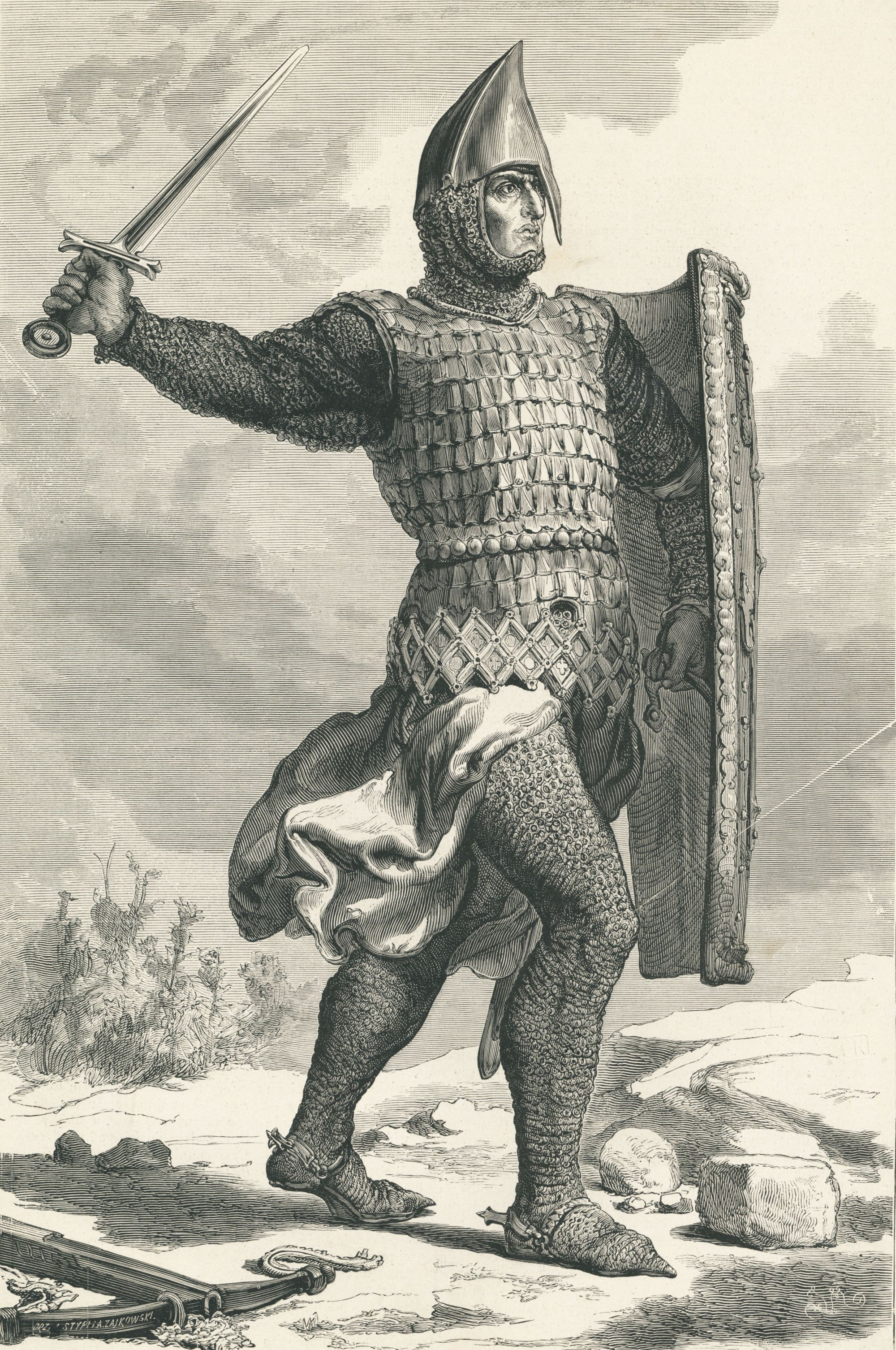
Siemovit Ier de Mazovie, mort en 1262.

Cette page dresse une liste de personnalités mortes au cours de l'année 1262 :
- 17 février : Thomas de Beaumetz, archevêque de Reims.
- 25 mai : Bertran Malferrat, prévôt du chapitre d'Arles, puis archevêque d'Arles.
- 23 juin : Siemovit Ier de Mazovie, duc de Sieradz, Łęczyca et Czersk.
- 14 juillet : Richard de Clare (6e comte de Gloucester) et comte de Hertford.
- 21 septembre : Aymon de Grandson, évêque de Genève.
- 5 octobre : Princesse Teruko, impératrice du Japon.
- 11 octobre : Nicolas de Flac, évêque de Saint Malo.

- Kamaleddin Ibn al-Adim, chroniqueur alépin (né en 1192)[1].
- Chen Rong, peintre et poète chinois.
- Constantin de Barbaron, seigneur de Barbaron et de Partzerpert, de la famille des Héthoumides.
- Gaucher de Rethel, comte de Rethel.
- Ibn al-Adim, chroniqueur arabe.
- Mathieu de Montmirail, baron de Montmirail, comte de La Ferté-Gaucher, seigneur d'Oisy, de La Ferté-sous-Jouarre, de Tresmes, de Crèvecœur, de Bellonne, de Bandelues, de Condé-en-Brie, de La Fère, de Saint-Gobain, de La Chapelle-en-Brie, vicomte de Meaux, châtelain de Cambrai.
- Mathilde II de Bourbon, comtesse de Nevers, d'Auxerre et de Tonnerre.
- Riccardo di Montecassino, Cardinal-prêtre de S. Ciriaco alla Terme, membre de l'ordre des bénédictins.
- Al-Mustansir, premier calife abbasside au Caire.
- Pierre de Rivaux, courtisan poitevin influent à la cour d'Henri III d'Angleterre.
- Robert Ier Dauphin, comte de Clermont et de Chamalières est le 3e dauphin d'Auvergne.

## Crédit d'auteurs
- Cet article est partiellement ou en totalité issu de l'article intitulé « 1262 » (voir la liste des auteurs).